# گلاشوت اوریجینال
گلاشوت اوریجینال (انگلیسی: Glashütte Original) شرکت کالای لوکس سوئیسی است، که در سال ۱۸۴۵ تأسیس شد.